# Dr. Feelgood (album)
Dr. Feelgood – piąty album amerykańskiej grupy heavymetalowej Mötley Crüe. Wydany został w 1989 r.

## Lista utworów
Wszystkie piosenki zostały napisane przez Nikki Sixx.
1. "T.N.T. (Terror 'N Tinseltown)" – 0:42
2. "Dr. Feelgood" (Mick Mars, Nikki Sixx) – 4:50
3. "Slice of Your Pie" (Sixx, Mars) – 4:32
4. "Rattlesnake Shake" (Mars, Sixx, Vince Neil, Tommy Lee) – 3:40
5. "Kickstart My Heart" (Sixx) – 4:48
6. "Without You" (Sixx, Mars) – 4:29
7. "Same Ol' Situation (S.O.S.)" (Lee, Sixx, Neil, Mars) – 4:12
8. "Sticky Sweet" (Mars, Sixx) – 3:52
9. "She Goes Down" (Mars, Sixx) – 4:37
10. "Don't Go Away Mad (Just Go Away)" (Sixx, Mars) – 4:40
11. "Time for Change" (Sixx, Donna McDaniel) – 4:45

## Twórcy
- Vince Neil – śpiew
- Mick Mars – gitara
- Nikki Sixx – gitara basowa
- Tommy Lee – perkusja
- Bryan Adams – wokal wspierający w "Sticky Sweet"
- Robin Zander – wokal wspierający w "She Goes Down"
- Mike Amato – wokal wspierający w "Time For Change", Producent koordynacyjny,
- Jack Blades – wokal wspierający w "Same Ol' Situation (S.O.S.)" i "Sticky Sweet"
- Bob Dowd – wokal wspierający w "Time For Change"
- Marc LaFrance – wokal wspierający we wszystkich piosenkach
- George Marino – mastering
- Rick Nielsen – wokal wspierający w "She Goes Down"
- Bob Rock – gitara basowa w "Time For Change", Śpiew wspierający w "Dr. Feelgood", "Rattlesnake Shake", "Sticky Sweet", "She Goes Down", producent, inżynier
- Randy Staub – inżynier
- David Steele – wokal wspierający
- Chris Taylor – asystent inżyniera
- Steven Tyler – wokal wspierający w "Sticky Sweet" i intro to "Slice of Your Pie"
- Bob Defrin – dyrektor artystyczny
- Don Brautigam – ilustracje
- William Hames – zdjęcie
- Matty Spindel – inżynier
- Kevin Brady – opracowanie graficzne
- Kris Solem – mastering

## Pozycje singli
| Rok  | Single                             | Chart                  | Pozycje |
| ---- | ---------------------------------- | ---------------------- | ------- |
| 1989 | "Dr. Feelgood"                     | Billboard Hot 100      | 6       |
| 1989 | "Dr. Feelgood"                     | Mainstream Rock Tracks | 7       |
| 1989 | "Kickstart My Heart"               | Mainstream Rock Tracks | 18      |
| 1990 | "Kickstart My Heart"               | Billboard Hot 100      | 27      |
| 1990 | "Without You"                      | Billboard Hot 100      | 8       |
| 1990 | "Without You"                      | Mainstream Rock Tracks | --      |
| 1990 | "Don't Go Away Mad (Just Go Away)" | Billboard Hot 100      | 19      |
| 1990 | "Don't Go Away Mad (Just Go Away)" | Mainstream Rock Tracks | 13      |
| 1990 | "Same Ol' Situation (S.O.S.)"      | Billboard Hot 100      | 78      |